# Kaiman (Spähpanzer)
Der Kaiman (benannt nach den Kaimanen, russisch Кайман) ist ein leichter 4×4-Panzerspähwagen, der seit 2015 bei den belarussischen Streitkräften eingesetzt wird. Die Elfenbeinküste kaufte 2018 acht Fahrzeuge.

## Technik und Ausstattung
Das Fahrzeug wurde zum ersten Mal im Juli 2015 bei einem Besuch des belarussischen Präsidenten Aljaksandr Lukaschenka im „140. Reparaturwerk“ vorgestellt, welches das Fahrzeug entworfen hat. Das Unternehmen hat das Konzept des neuen Fahrzeugs in nur vier Monaten entwickelt und recht zeitnah wurde ein Prototyp getestet. Zu 90 % stammen die Einzelteile aus heimischer Produktion, so ein Sprecher des Herstellers.
Der Kaiman basiert auf dem Chassis des sowjetischen BRDM-2, allerdings wurde der Turm entfernt und es gibt zwei Luken auf der Oberseite des Mannschaftsraumes und eine Tür auf jeder Seite der Wanne. Der Fahrer sitzt vorne und hat über drei große Panzerglasscheiben eine umfassende Sicht.

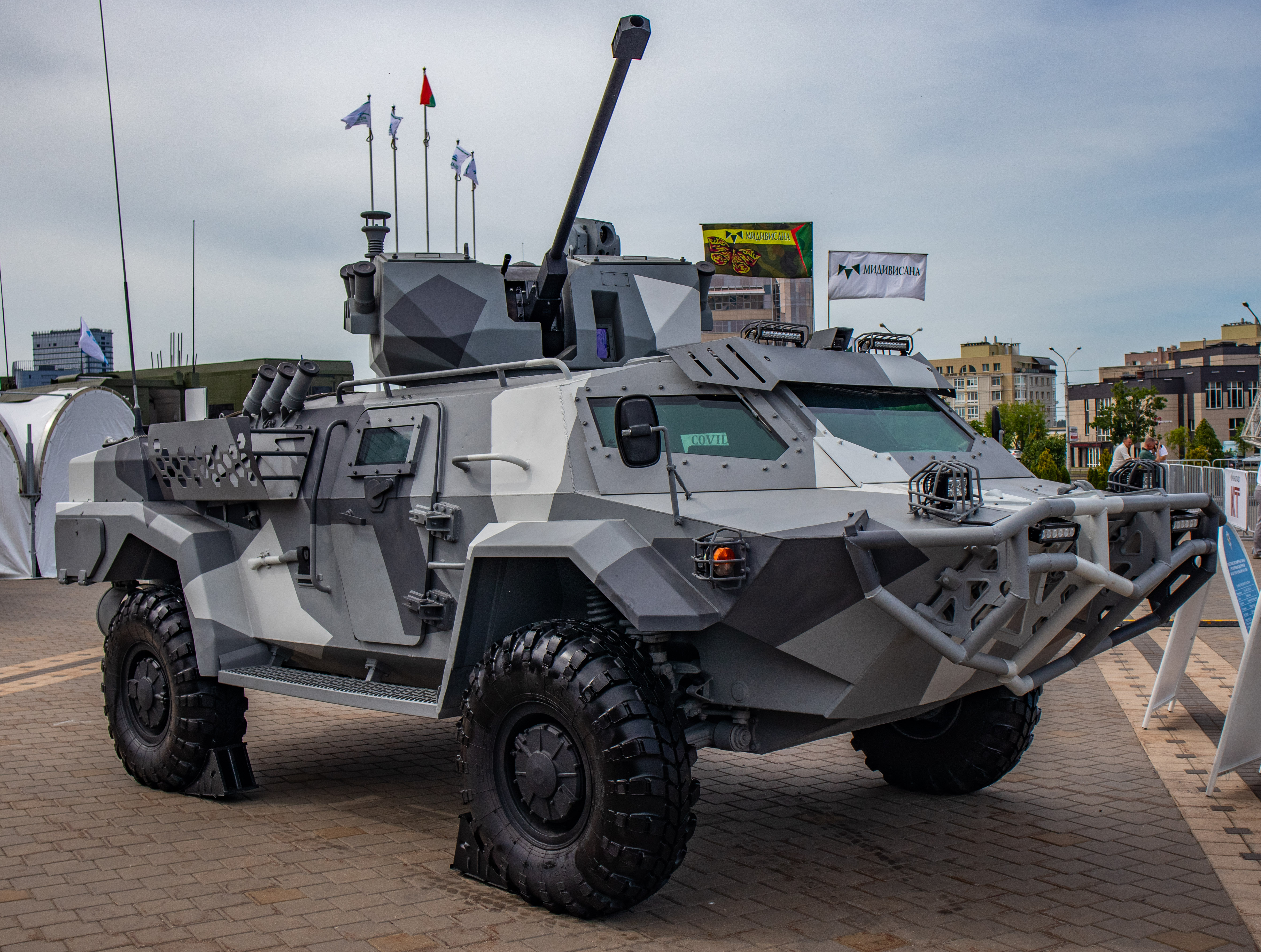
Kaiman mit 30-mm-Kanone 2A42

Der D-245.30E2-Dieselmotor befindet sich im Fahrzeugheck und verfügt über eine unabhängige Drehstabfederung. Der Kaiman kann mit einer Höchstgeschwindigkeit von 110 km/h und einer maximalen Reichweite von 1000 km auf Straßen fahren. Das Fahrzeug ist vollständig amphibisch, zwei Propeller am Heck sorgen im Wasser für Vortrieb. Hierbei sollen 8 km/h möglich sein.
Der Kaiman hat eine Gesamtmasse von 7 Tonnen und kann maximal sechs Soldaten tragen. Das Dach des Fahrzeugs kann mit einer Drehringlafette ausgestattet werden, die mit einem 7,62-mm-PKS-Maschinengewehr und/oder mit einem 30-mm-AGS-Maschinengranatwerfer bewaffnet werden kann. Zudem ist eine Nebelmittelwurfanlage verbaut.

## Motordaten
Der Kaiman wird von einem Reihenvierzylinder-Dieselmotor des Typs D-245.30E2 angetrieben, der im Minsker Motorenwerk produziert wird.
- Hubraum: 4,75 Liter mit Direkteinspritzung
- Motorleistung: 115 kW (156 PS) bei 2400/min
- Maximales Drehmoment: 526 Nm bei 1600/min
- Verbrauch: 18 bis 21 l/100 km